# Українська історія. Оповідання з історії України (Гриць Коваленко)

Перевидання основної праці Грицька Коваленка «Українська історія. Оповідання з історії України» (К.: «Велес», 1993)

«Українська історія. Оповідання з історії України» — Magnum opus українського історика, письменника етнографа і фольклориста Григорія Коваленка, відома у 2 виданнях — першому (1906) і повнішому та виправленому (1912); виклад і матеріал визначається свіжістю думок, простотою і логічністю. Твір лишається майже невідомим у сучасній Україні.

## З історії книги
Перше видання «Української історії...» Гриця Коваленка призначалась здебільшого слухачам недільних шкіл. Як писав сам автор у передмові до другого, зміненого й переробленого видання:
|  | пекуча потреба у книжках «про українське минуле життя, про долю нашого народу» змусила поспішити з виданням. Книга вийшла без ілюстрацій, з невеликою кількістю портретів, помилками. Проте видання «скоро розійшлося» і знайшло свого читача. |

«Українська історія. Оповідання з історії України з найдавніших до нових часів з вступним словом про Всесвітню історію» видання 1912 року відрізняється від попереднього не лише кількістю ілюстрацій, це значно перероблена й доповнена праця, яка здатна задовольнити більш вимогливого читача. Першим серед авторів навчальних книг з історії України Г. Коваленко у вступі зробив короткий огляд всесвітньої історії. На сорока сторінках написаного гарною українською мовою тексту автор виклав події, що відбувалися у світі від появи людини і до кінця І тисячоліття нашої ери. І хоча розповідь займає дуже мало місця, вона не справляє враження стислого, схематичного переказу. Це самостійне переосмислення світового історичного процесу талановитим майстром художнього слова, зроблене з великою майстерністю й написане дохідливою мовою дитячого письменника. Такий вступ дає можливість дітям і малоосвіченим дорослим відчути історію України частиною історії людства, порівнювати, протиставляти, робити висновки. 
У основній частині, присвяченій історичному розвиткові українського народу, як і більшість істориків народницького напряму, Г. Коваленко вважав його не здатним створити свою власну державу. На думку автора, предками українців були безпосередньо слов'янські племена, які проживали в місцях сучасного розселення українського народу, хоча Київська Русь і не називається ним прямо першою українською державою.
Автор «Української історії» уникає розгляду проблемних питань української історії, хоча в цілому відчутні антиросійські, сепаратистські тенденції в його поглядах. Так, возз'єднання з Росією внаслідок Переяславської ради, яке, на думку автора, саме по собі було кроком вимушеним, призвело до значного погіршення становища основної маси населення, занепаду української культури. Характер книги не зобов'язує автора до обов'язкової доказовості тверджень і висновків, що, очевидно, зумовлює деяку декларативність викладу.
Значна частина цієї досить невеликої книги присвячена розвитку української культури. Бо, на думку автора, з усіх скарбів найцінніший, який зостався народові, — це його слово; воно не дало зовсім загинути народові, воно врятувало його. Україна втратила все: автономію, свої виборні уряди, суди, інтелігенцію, освіту. Лише народ у своїй усній творчості зберіг українську мову та надії на відродження.
Г. Коваленко у своїй «Українській історії» зовсім не використовує фольклор — ані як історичне джерело, ані для підтвердження своїх думок чи посилення викладу. Та книга написана такою образною, живою українською мовою, що вплив народної творчості відчувається практично в кожному рядку тексту. Григорій Олексійович володів чудовим даром — умінням надзвичайно просто, популярно розповідати про досить непрості проблеми. Не маючи не лише спеціальної історичної освіти, а й практичного педагогічного досвіду, він зумів зробити значний внесок у популяризацію української історії серед широких верств населення. Його «Українська історія» не просто легко читалась і запам'ятовувалась. Вона, що не менш важливо, впливала не лише на розум, а й на почуття читача, спонукаючи його до подальшого поглибленого вивчення історії своєї Батьківщини.

## Джерело-посилання
- Коваленко Григорій Олексійович // Пироженко Л. Коваленко Григорій Олексійович